# Donna Pinciotti
Donna Marie Pinciotti is een personage uit de Amerikaanse televisieserie That '70s Show van Fox Network, gespeeld door Laura Prepon. Donna is het buurmeisje en de vriendin van Eric Forman. De moeder van Donna (Midge Pinciotti) verlaat haar in seizoen 4, waardoor ze alleen met haar vader (Bob Pinciotti) achterblijft.

## Over Donna
Donna woont in het dorp Point Place, samen met haar ouders. In het begin van de serie is haar kleinere zusje Tina in 1 aflevering te zien, maar die verdwijnt hierna. Niemand van de familie Pinciotti praat ooit nog over haar. Een oudere zus, Valerie, wordt eens genoemd in een gesprek, ze schijnt op een college te zitten.
Donna is de langste van de groep, waardoor ze vaak reus wordt genoemd. In de serie ontpopt ze zich steeds meer naar de foute kant van het leven. Van verlegen meisje groeit ze uit tot een rebel, die een kick krijgt van vandalisme.